# Józef Alojzy Gawrych
Józef Alojzy Gawrych, ps. „Hawrych”, „Laudański” (ur. 16 marca 1891 w Tarnówku, zm. 1955) – polski dziennikarz i działacz narodowy, żołnierz wywiadu wojskowego (Oddział II Sztabu Generalnego WP), uczestnik powstań: wielkopolskiego, warszawskiego, śląskiego organizator akcji plebiscytowej na Górnym Śląsku, polityk Stronnictwa Pracy i poseł do Krajowej Rady Narodowej (1946–1947).

## Życiorys
Urodził się w Wielkopolsce w rodzinie ziemiańskiej. W latach 1909–1912 studiował handel w Berlinie, gdzie współpracował również z polonijnym „Dziennikiem Berlińskim”. Był korespondentem wojennym podczas I wojny bałkańskiej. W 1913 na krótko stanął na czele redakcji „Gazety Opolskiej”, później został redaktorem naczelnym „Głosu Lubawskiego”.
W 1914 został zmobilizowany do wojska pruskiego. W 1918 objął stanowisko oficera propagandy na rzecz pożyczek wojennych w dolnośląskiej Świdnicy. 10 listopada 1918 stanął na czele lokalnej rewolucyjnej Rady Żołnierskiej (do 24 listopada). Po powrocie do Opola w II połowie listopada pracował w „Gazecie Opolskiej”, założył również propolskie pismo „Der Weiße Adler” (3 numery). Wziął udział w powstaniu wielkopolskim, był szefem wydziału prasy w sztabie. Za swe zasługi został na początku 1920 awansowany do stopnia kapitana Wojska Polskiego. W tym samym roku podjął pracę w Polskim Komisariacie Plebiscytowym w Bytomiu, gdzie był Szefem Policji PKPleb. Górnego Śląska oraz Szefem Wydziału Wywiadowczo-Informacyjnego. Kierował 40 wywiadowcami, miał 25-osobową opłacaną agenturę tajnych współpracowników ulokowanych w instytucjach i urzędach niemieckich i 40-osobową straż chroniącą kadrę PKPleb. z Hotelu Lomnitz (siedziby PKPleb.). Informował centralę Oddz. II SG WP, francuskie 2eme Bureau de l’État-major général i polityka Wojciecha Korfantego. W latach 1921–1922 pracował w Naczelnej Radzie Ludowej Górnego Śląska.
Za skuteczne działania wywiadowcze owocujące zwiększeniem terytorium RP odznaczony został Krzyżem Kawalerskim (2 maja 1923) i Krzyżem Oficerskim Orderu Odrodzenia Polski oraz Krzyżem Niepodległości (1938). Ponadto Śląskim Krzyżem Powstańczym za przyczynienie się do zdobycia wschodniego Górnego Śląska przez Rzeczpospolitą Polską i Wielkopolskim Krzyżem Powstańczym (pośmiertnie) za przyczynienie się do przywrócenia Wielkopolski Rzeczypospolitej Polskiej.
W dwudziestoleciu międzywojennym pracował w towarzystwach ubezpieczeniowych. Od 1920 należał do Polskiego Stronnictwa Chrześcijańskiej Demokracji. Był również członkiem Związku Hallerczyków. W 1936 został prezesem Chorągwi Śląskiej Związku, która pozostawała pod silnym wpływem SN. Od 1929 pozostawał członkiem Stronnictwa Narodowego. Był m.in. wiceprzewodniczącym okręgu śląskiego partii. Z jej ramienia sprawował mandat radnego Katowic. W 1937 wszedł w skład Komitetu Wojewódzkiego Stronnictwa Pracy w Katowicach, był jego wiceprezesem. Zasiadał w Radzie Naczelnej SP jako wiceprezes. W latach 20. był prezesem Chorągwi Śląskiej Związku Hallerczyków.
W czasie II wojny światowej znalazł się we Lwowie, gdzie kierował podziemną organizacją SP. Redagował pismo „Wytrwamy”. W 1942 uciekł przed aresztowaniem do Warszawy, gdzie dokooptowano go w skład Zarządu Głównego SP. Wziął udział w powstaniu warszawskim.
Po wojnie przez kilka miesięcy związany był z frakcją „popielowców”. W 1946 przeszedł na stronę „Zrywu”. W 1946 otrzymał mandat posła do Krajowej Rady Narodowej. Był również radnym Wojewódzkiej Rady Narodowej w Katowicach. W 1947 kandydował z listy Stronnictwa Pracy w wyborach do Sejmu Ustawodawczego.
W 1950 przeszedł do SD, zasiadał m.in. w jego CK. Był członkiem ZBoWiD.
Przez ostatnie lata mieszkał w Poznaniu. Został pochowany na Cmentarzu Garnizonowym przy ulicy Meteorologów w Katowicach.
Był żonaty z Haliną. Miał dwóch synów Jerzego (1927–1994) oraz Anatola Józefa (1924-1993), obydwaj uczestniczyli w powstaniu warszawskim. 14 lutego 1989 r. Anatola Józefa wybrano Prezesem Zarządu Głównego Towarzystwa Pamięci Powstania Wielkopolskiego 1918/1919.

## Publikacje
- Nie byłoby Plebiscytu (Przyczynek do historji), Katowice 1936
- Hotel Lomnitz. Z tajemnic szefa wywiadu, Katowice 1947